# یواس‌اس فرانکوویچ (دی‌یی-۳۷۹)
یواس‌اس فرانکوویچ (دی‌یی-۳۷۹) (به انگلیسی: USS Francovich (DE-379)) یک کشتی بود که طول آن ۳۰۶ فوت (۹۳ متر) بود.